# Белый носорог
Бе́лый носоро́г (лат. Ceratotherium simum) — крупнейший представитель семейства носорогов. Вопреки названиям, окрас белого носорога незначительно отличается от окраса чёрного, и название это, по-видимому, произошло при искажении бурского слова wijde (широкий, широкомордый), которое англичане по звучанию переделали в «white» — «белый». От англичан название перешло в другие языки.

## Внешний вид
Белый носорог — четвёртое по величине сухопутное животное на планете после представителей семейства слоновых: саванного слона, азиатского слона и лесного слона. Это огромное млекопитающее — масса старых самцов достигает 4—4,5 т, порой даже до 5 (обычно 2—2,5 т), а длина тела — 4,2 м. Высота в плечах — 1,6—2 м. В действительности окраска этого носорога тёмная, шиферно-серая, лишь чуть более светлая, чем у чёрного. Как и у чёрного носорога, у белого два рога, передний из которых всегда длиннее (рекорд 1,58 м). Задний рог часто почти не развит. Предполагается, что основная функция переднего рога — раздвигать кустарник при ходьбе и кормёжке. Во всяком случае, он всегда бывает идеально отшлифован, а передняя поверхность его слегка уплощена. Главное отличие белого носорога от чёрного — широкая плоская верхняя губа (у чёрного губа заострена в виде хоботка). Такое строение вполне отвечает её назначению: основную пищу белого носорога составляет не кустарник, а травянистая растительность. При пастьбе животное скусывает траву у самой земли, причём острый ороговевший край нижней губы возмещает отсутствующие резцы.

## Образ жизни
Белые носороги живут обычно небольшими группами, однако иногда встречаются настоящие стада, насчитывающие до 16—18 зверей. Группа чаще всего состоит из самок, вместе с которыми держатся малыши и полувзрослые, питающиеся самостоятельно, но не бросающие матерей. Старые самцы присоединяются также к этим группам, однако самки с детёнышами терпят их лишь в том случае, если самец не предпринимает попыток к спариванию. В противном случае он немедленно изгоняется самками, причём дело иногда доходит до убийства самца. В свою очередь, самец совершенно не терпит в период гона никакого, даже мнимого соперничества, и детёныш, сопровождающий мать в такое время, постоянно подвергается опасности быть убитым самцом. Ещё более агрессивны самцы по отношению друг к другу, и ожесточённые драки между ними отнюдь не напоминают в общем безобидных турниров чёрных носорогов. Нередко они заканчиваются смертью одного из противников. В случае опасности группа белых носорогов занимает оборонительную позицию, как овцебыки или бизоны: животные становятся в тесный круг головами наружу, прикрывая беспомощных детёнышей. Старые самцы маркируют участки, где они постоянно пасутся, пахучими метками, обрызгивая мочой кусты и траву.
Суточный ритм жизни белых носорогов значительно зависит от погоды. В жаркую солнечную погоду животные укрываются в тени деревьев и выходят пастись на открытые места лишь при наступлении сумерек. При похолоданиях и дожде они также ищут защиты в буше. При умеренной температуре белые носороги пасутся большую часть дня, а иногда и всю ночь. Водопой и грязевые ванны для них так же необходимы, как и для черных носорогов. В местах купания белых носорогов, как и черных, поджидают десятки болотных черепах, которые выдергивают из кожи лежащего в грязи животного напившихся клещей. Размножение белых носорогов изучено довольно плохо. Половозрелость наступает в возрасте 7—10 лет. Время гона падает обычно на период с июля по сентябрь, хотя известны и исключения. В резервате Умфолози было установлено, что беременность длится 18 месяцев. Самка обычно приносит одного детёныша. Уже через сутки после появления на свет малыш может сопровождать мать, через неделю начинает питаться травой, но до года не бросает сосать молоко. У взрослой здоровой самки интервал между родами обычно 2,5—3 года.
Из органов чувств у белого носорога, как и у чёрного, наиболее развито обоняние. Слух и особенно зрение играют второстепенную роль. При благоприятном ветре человек может осторожно подойти к пасущемуся животному на расстояние 30—35 м. Большинство исследователей отмечают у белого носорога меньшую по сравнению с чёрным агрессивность: белый носорог обычно убегает от человека, даже не пытаясь напасть, тогда как чёрный часто первый переходит в атаку. Испуганное животное бежит спокойной ровной рысью со скоростью около 25—30 км/ч, причём может пробежать значительное расстояние. Лишь в исключительных случаях и на коротких дистанциях носорог переходит в галоп, достигая скорости 40 км/ч.

## Ареал и проблемы охраны вида
По данным Международного союза охраны природы, общая численность белых носорогов в дикой природе в конце 2010 года составляла около 20 160 особей.
Ареал этого животного разорван на два удалённых друг от друга района. Первый из них — Южная Африка, то есть белые носороги обитают в ЮАР, Намибии, Зимбабве, Мозамбике, причём подавляющее большинство живёт в одной стране, ЮАР. Второй район находился намного севернее. Это северные и северо-восточные районы Демократической Республики Конго и Южный Судан.

### Охрана северного подвида
Северный белый носорог несколько крупнее южного подвида. Он был открыт только в 1903 году.
В 1960 году северная популяция белого носорога, населявшая земли четырёх стран в бассейне Верхнего Нила, насчитывала 2250 особей.
С 1960-х по 1980 год важную роль в сохранении северного подвида играл национальный парк Мурчисон-Фоллс. В результате браконьерства число белых носорогов в Уганде упало с 500 в 1950 до 71 особи в 1963 году. 15 из них были отловлены и перемещены в национальный парк Мурчисон-Фоллс. К 1980 году их число возросло до 80, после чего все они были истреблены во время начавшейся в Уганде междоусобицы.
Когда в 1938 году был основан национальный парк Гарамба в Бельгийском Конго, там обитало около 100 белых носорогов. К 1963 году их число выросло до 1200, после чего резко упало в результате браконьерства в период политического кризиса. Но затем с восстановлением правительственного контроля вновь возросло до 500 в 1970-х годах. К 1984 году Национальный парк Гарамба оставался единственной точкой на всей территории ареала северного подвида, где обитало только 15 особей. В 2003 году их было 30 штук, в 2006 — 4 носорога. В 2008 году средства массовой информации сообщили, что браконьеры убили последних особей северного подвида белого носорога, живших в природе. Окончательное истребление этого подвида в природе проходило во время бушевавшей в регионе второй конголезской войны.
Остались лишь несколько экземпляров, содержащихся в неволе в зоопарках США и Чехии, но их слишком мало, чтобы спасти подвид от вымирания. Самка северного белого носорога, являвшаяся одной из последних сохранившихся в мире, умерла в чешском зоопарке Двур Кралове в 2011 году. Несколько ранее, в 2009 году четыре особи носорога (две самки и два самца) были переправлены в зоопарк Ol Pejeta в Кении.
На конец ноября 2015 года в мире оставалось всего три представителя этого подвида: две самки и самец Судан в заповеднике Кении.
19 марта 2018 года в Кенийском заповеднике умер последний самец северного белого носорога по имени Судан, и осталось два носорога — дочь и внучка Судана — Наджин и Фату.
Учёные США и Великобритании активизировали деятельность в попытке сохранить гены содержащихся в неволе северных белых носорогов посредством использования клеток его кожи и эмбрионов близкого его родственника — южного белого носорога, находящегося в более стабильном состоянии. Получившееся потомство будет иметь генетические признаки двух подвидов. Генетики надеются на то, что некоторые из появившихся особей после достижения половозрелости станут источником яйцеклеток и спермы северного белого носорога, что позволит восстановить уникальный подвид. О первых успехах данной программы стало известно в сентябре 2019 года, одна из 2 оставшихся самок северного белого носорога посредством экстракорпорального оплодотворения сумела развить в своей утробе два жизнеспособных эмбриона, которые были подвергнуты криоконсервации, чтобы в будущем попытаться воспроизвести гибридных особей с помощью самок южного подвида. Обе самки северного подвида оказались неспособны к вынашиванию потомства.

### Охрана южного подвида
Судя по наскальным рисункам, в древности белый носорог был широко распространён на всём Африканском континенте. Однако европейцы столкнулись с ним впервые лишь в Южной Африке. Усиленное преследование привело к тому, что уже в 1892 году, то есть всего через 35 лет после того, как белый носорог был открыт известным путешественником Бурчеллом, этот зверь был объявлен «вымершим». Вывод оказался преждевременным: в Натале (ЮАР) в долине реки Умфолози, в малодоступной местности белые носороги всё-таки сохранились. Уже в 1897 году этот район был взят под охрану. Администрации этих территорий также включились в охрану исчезающего животного. Усиленные меры по охране белого носорога в Южной Африке дали результат — в целом этот вид можно считать вне угрозы вымирания. В некоторых местах даже создалось перенаселение и стало возможно часть животных передать в различные национальные парки и в некоторые зоопарки Европы и Америки.
Благодаря специальной программе защиты популяции в конце 2021 года детёныш южного подвида белого носорога родился в зоопарке Africa Alive! в графстве Суффолк (Великобритания). Родителей подбирали генетики.

## Белый носорог и человек
Этот вид носорога, как и все остальные носороги, испытал сильнейшее давление со стороны человека. Если народы Африки охотились на него лишь изредка — для племён, не имевших ружей, такая охота была сопряжена с огромными трудностями, — то появление европейцев изменило ситуацию. Бесконтрольная охота в XIX веке поставила его на грань исчезновения.
Африканские носороги, как и их азиатские собратья, стали жертвой суеверия о чудодейственной силе рога, используемого в китайской народной медицине. Браконьерство всегда было фактором, сокращавшим численность носорогов. Оно процветает к югу от Сахары и по сей день.
Однако постепенное увеличение численности белых носорогов дало возможность в последние полтора десятилетия снова включить его в список объектов охоты. Добыча белого носорога осуществляется, правда, по жёсткой квоте и под строжайшим контролем.